# Municipalité du district de Panevėžys
La municipalité du district de Panevėžys (en lituanien : Panevėžio rajono savivaldybė) est l'une des 60 municipalités de Lituanie. Son chef-lieu est Panevėžys.

## Seniūnijos de la municipalité du district de Panevėžys
- Karsakiškio seniūnija (Karsakiškis)
- Krekenavos seniūnija (Krekenava)
- Miežiškių seniūnija (Miežiškiai)
- Naujamiesčio seniūnija (Naujamiestis)

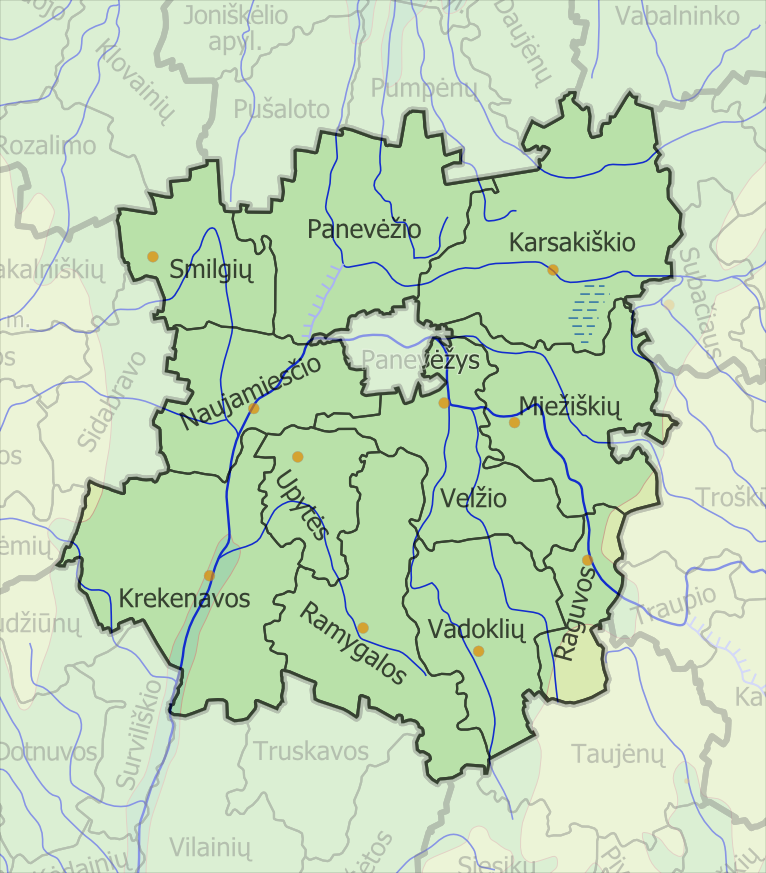
Seniūnijos de la municipalité du district de Panevėžys

- Paįstrio seniūnija (Paįstrys)
- Panevėžio seniūnija (Panevėžys)
- Raguvos seniūnija (Raguva)
- Ramygalos seniūnija (Ramygala)
- Smilgių seniūnija (Smilgiai)
- Upytės seniūnija (Upytė)
- Vadoklių seniūnija (Vadokliai)
- Velžio seniūnija (Panevėžys)